# Alexia Căruțașu
Alexia Ioana Căruțașu (Bucarest, 10 giugno 2003) è una pallavolista rumena naturalizzata turca, opposto del Galatasaray.

## Biografia
È figlia degli ex cestisti Andreea e Virgil Căruțașu.

## Carriera

### Club
La carriera di Alexia Căruțașu inizia nella stagione 2016-17, quando, ad appena tredici anni e quattro mesi, con la maglia del CSM Bucarest, diventa la più giovane esordiente nella storia della Divizia A1: resta legata al club anche nella stagione seguente, aggiudicandosi la coppa nazionale e lo scudetto.
Approda quindi al VakıfBank, trascorrendo un'annata con la seconda squadra, impegnata nel campionato di Voleybol 2. Ligi: viene poi ceduta in prestito per un biennio allo Yeşilyurt, in Sultanlar Ligi, con cui vince la Challenge Cup, venendo inoltre insignita del premio di MVP; nella stagione 2021-22 gioca nuovamente in prestito, ma nel Galatasaray. 
Nella stagione 2022-23 rientra in forza al VakıfBank, stavolta in Sultanlar Ligi, aggiudicandosi una Coppa di Turchia, una Supercoppa turca, e una Champions League. Fa poi ritorno al Galatasaray nel campionato 2024-25, aggiudicandosi la BVA Cup, premiata anche come miglior opposto.

### Nazionale
Fa parte delle selezioni giovanili rumene, partecipando con l'under 16 al campionato europeo 2017; nel 2018 prende parte alla rassegna continentale con l'under 17; con l'under 18 è di scena al campionato europeo 2017 e al campionato mondiale 2019, oltre ad aggiudicarsi la medaglia d'argento al XV Festival olimpico della gioventù europea; partecipa quindi alle qualificazioni al campionato europeo 2018 con la nazionale under 19; con l'under 20, invece, disputa le qualificazioni europee al campionato mondiale under 20 2017.
Nel 2021 debutta nella nazionale rumena maggiore in occasione della European Golden League, partecipando poi al campionato europeo, dove indossa per l'ultima volta la maglia della nazionale, dato che nel 2022 ottiene la cittadinanza turca, diventando eleggibile per la nazionale turca a partire dal 2024. 
Nella prima uscita con la nuova maglia ottiene, con la selezione under 22, il bronzo al campionato europeo di categoria, venendo anche premiata come miglior opposto del torneo.

## Palmarès

### Club
- Campionato rumeno: 1

2017-18
- Coppa di Romania: 1

2017-18
- Coppa di Turchia: 1

2022-23
- Supercoppa turca: 1

2023
- Champions League: 1

2022-23
- Challenge Cup: 1

2020-21
- BVA Cup: 1

2024

### Nazionale (competizioni minori)
- Festival olimpico estivo della gioventù europea 2019
- Campionato europeo under 22 2024

### Premi individuali
- 2020 - Pallavolista rumena dell'anno[18]
- 2021 - Challenge Cup: MVP
- 2024 - Campionato europeo under 22: Miglior opposto
- 2024 - BVA Cup: Miglior opposto